# Sam Bockarie
 (août 2017).
Si vous disposez d'ouvrages ou d'articles de référence ou si vous connaissez des sites web de qualité traitant du thème abordé ici, merci de compléter l'article en donnant les références utiles à sa vérifiabilité et en les liant à la section « Notes et références ».
Sam Bockarie, né en 1963 dans l'est de la Sierra Leone et décédé officiellement le 6 mai 2003 au Liberia, a été l'un des principaux responsables du Revolutionary United Front (RUF) avec Foday Sankoh, durant la guerre civile de Sierra Leone. Il fut inculpé par le Tribunal spécial pour la Sierra Leone (TSSL) pour de nombreux crimes de guerre et crimes contre l'humanité.

## Biographie

### Avant la guerre civile
Il eut un parcours assez éclectique. Il commence par travailler pour l'industrie diamantifère sierra-léonaise, comme beaucoup de Sierra-Léonais de l'Est.
Il quitte sa région natale pour gagner la capitale du pays, Freetown. Là bas, il devient danseur dans des discothèques et obtient même une certaine notoriété en gagnant un championnat.
Il part ensuite pour la capitale du Liberia, Monrovia, de manière à gagner assez d'argent pour partir vivre en Europe. Il devient tour à tour, serveur, coiffeur et suit même des études d'électricien.
C'est très certainement à Monrovia qu'il fit la connaissance pour la première fois avec le RUF et le rejoint.

### Durant la guerre civile
Il devint rapidement un des principaux responsables du RUF, avec Foday Sankoh. Il était surnommé par ses hommes mosquito (moustique), en raison de sa minceur et son appétit pour le sang humain.
Il est considéré comme le maître d'œuvre de la campagne de terreur du RUF, « manches longues ou manches courtes », qui consistait à couper les mains ou les bras des personnes pour les empêcher de voter librement.
En 1997, il prend la tête du RUF, à la suite de l'arrestation de Foday Sankoh.
Il prend la capitale sierra-léonaise à la fin décembre 1998. Durant 3 semaines au mois de janvier 1999, il lance l'opération « No Living thing » (en français, « plus rien de vivant »). Freetown est mise à feu et à sang, le bilan est dramatique, plus de 6000 morts et des dizaines de milliers de personnes qui quittent la ville comme ils peuvent.
Après les accords de Lomé, le 7 juillet 1999, il refuse, contre l'avis de Foday Sankoh, de déposer les armes. Le chef historique du RUF le remplace alors par Issa Sesay. Il semblerait qu'il lui donne également l'ordre d'éliminer Sam Bockarie. Ce dernier accepte alors l'invitation de Charles Taylor, alors président du Liberia, en décembre 1999.

### Après la guerre civile
Après la guerre civile, il préfère rester au Liberia, où il devint homme d'affaires. Il traita notamment avec Charles Taylor, l'un des principaux alliés du RUF durant la guerre civile.
Après son inculpation par le TSSL et la demande d'extradition vers la Sierra Leone, il préfère quitter le Liberia pour aller en Côte d'Ivoire. À partir de ce moment, avec un groupe d'hommes surnommé le Comité spécial, composé d'anciens membres du RUF, d'autre groupes rebelles et même d'hommes appartenant à la garde présidentielle de Charles Taylor, il prête main-forte à des rebelles ivoiriens.
Il est accusé d'avoir tué vers la fin avril Félix Doh, le chef du Mouvement populaire ivoirien du Grand Ouest (MPIGO), pour prendre le contrôle de son territoire.
Il meurt lors d'un échange de coups de feu avec les troupes gouvernementales libériennes le 6 mai 2003, alors qu'il tentait de rejoindre le Liberia avec un groupe d'hommes armés.
Les circonstances de sa mort restent mystérieuses. Alan White, l'un des enquêteurs du TSSL, a déclaré que selon ses informations, Sam Bockarie se trouvait depuis le 27 avril au Liberia, dans ces conditions, comment a-t-il pu être tué alors qu'il pénétrait au Liberia ? Il accuse donc ouvertement le président du Liberia, Charles Taylor, d'avoir donné l'ordre d'éliminer Sam Bockarie pour l'empêcher de comparaître devant le TSSL, ce qui aurait pu mettre à jour les liens entre lui et le RUF.